# NGC 207
NGC 207 est une galaxie spirale située dans la constellation de la Baleine. NGC 207 a été découverte par l'astronome irlandais R. J. Mitchell en 1857.

## Caractéristiques
Sa vitesse par rapport au fond diffus cosmologique est de 3 660 ± 23 km/s, ce qui correspond à une distance de Hubble de 53,8 ± 3,8 Mpc (∼175 millions d'al).
NGC 207 présente une large raie HI. Elle renferme également des régions d'hydrogène ionisé.

## Supernova
La supernova SN 2005ct a été découverte le 1er juillet 2005 dans NGC 207 par J. Graham et W. Li dans le cadre du programme conjoint LOSS/KAIT (Lick Observatory Supernova Search de l'observatoire Lick et The Katzman Automatic Imaging Telescope de l'université de Californie à Berkeley. Cette supernova était de type Ic.